# Lepechiniella alatavica
Lepechiniella alatavica är en strävbladig växtart som först beskrevs av Mikhail Grigoríevič Popov och Vitaliǐ Petrovich Goloskokov, och fick sitt nu gällande namn av Ovczinnikova. Lepechiniella alatavica ingår i släktet Lepechiniella och familjen strävbladiga växter. Inga underarter finns listade i Catalogue of Life.